# Camarhynchus pauper
El pinzón de Darwin modesto, pinzón arbóreo mediano, pinzón de árbol mediano o pinzón de Darwin pobre (Camarhynchus pauper) es una especie de ave paseriforme de la familia Thraupidae perteneciente al género Camarhynchus. Es endémico de las islas Galápagos en Ecuador. Pertenece al grupo denominado pinzones de Darwin. Está en la Lista Roja de la UICN catalogada como especie en peligro crítico de extinción.

## Distribución y hábitat
Esta especie solo se encuentra en la isla Floreana (o Santa María), en las islas Galápagos, principalmente en altitudes entre 300 y 400 m en bosques húmedos de montaña. La mayor población se encuentra en la base del volcán Cerro Pajas, dominado por árboles Scalesia pedunculata.

## Estado de conservación
El pinzón de Darwin modesto ha sido calificado como críticamente amenazado de extinción por la Unión Internacional para la Conservación de la Naturaleza debido a que posse una zona de distribución muy pequeña limitada a una única isla, e informaciones recientes indican que su población, estimada en 2008 entre 600 y 1700 individuos maduros, se presume estar en rápida decadencia debido a los efectos de mortalidad de polluelos por el parásito díptero Philornis downsi. La población en 2008 sería de 39 % de la estimada en 2004.

### Amenazas
Está amenazado por la introducción de depredadores como ratas, ratones, gatos, y el ani de pico liso (Crotophaga ani), así como por la tala de árboles para la agricultura. El búho campestre (Asio flammeus) es su único depredador natural. El parásito introducido Philornis downsi es una amenaza significativa para la supervivencia de esta especie. Las larvas de esta mosca parasitaria viven en el material de los nidos y se alimentan de la sangre y los tejidos del cuerpo de los polluelos, produciendo una tasa de mortalidad del 41 %.

## Descripción
La mayoría es de color marrón grisáceo con color blanquecino o amarillento en las zonas inferiores. El color de la cabeza distingue el sexo; en la hembra es marrón grisáceo, mientras que en el macho es negro. La gama de tamaños de los picos del pinzón mediano de árbol en Floreana y el pinzón grande de árbol (Camarhynchus psittacula) en Isabela es más o menos la misma. [cita requerida] Esto refleja el hecho de que las dos especies se alimentan del mismo tipo y tamaño de los insectos. El pico del pinzón mediano de árbol es un tamaño intermedio entre el pinzón pequeño de árbol (Camarhynchus parvulus) y el pinzón grande de árbol. Las tres especies se encuentran en el mismo hábitat.

## Reproducción
Por lo general coloca entre dos a tres huevos. Los huevos son incubados durante aproximadamente doce días y los polluelos son alimentados por ambos padres en el nido unos catorce días antes de emplumar.

## Sistemática

### Descripción original
La especie C. pauper fue descrita por primera vez por el ornitólogo estadounidense Robert Ridgway en 1890 bajo el mismo nombre científico; su localidad tipo es: «Charles (actual isla Floreana), Galápagos, Ecuador».

### Etimología
El nombre genérico masculino Camarhynchus se compone de las palabras del griego «kamara»: arco, cúpula, y «rhunkhos»: ‘pico’; y el nombre de la especie pauper, en latín significa ‘pobre, modesto’.

### Taxonomía
Un estudio filogenético de los pinzones de Darwin de Lamichhaney et al. (2015) que analizó 120 individuos representando todas las especies y dos parientes próximos reveló discrepancias con la taxonomía actual basada en fenotipos. Una de las conclusiones es que las especies del género Camarhynchus están embutidas dentro del género Geospiza. Una solución sería sinonimizar este género con Geospiza, solución ya adoptada por Aves del Mundo (HBW) y Birdlife International (BLI); en estas clasificaciones la presente especie pasa a denominarse Geospiza pauper. Es monotípica.